# أحمد رشيد بك
أحمد رشيد بك (بالتركية: Ahmet Reşit Rey)‏ (ولدَ في 1870، جانقري - توفي في 1955) هو سياسي عثماني، تولى منصب عضو البرلمان التركي.

## مناصبه
تولى المناصب التالية:
- عضو في البرلمان التركي (23 أبريل 1920–1 أبريل 1923)
- والي حلب (سبتمبر 1908–سبتمبر 1909)
- ناظر الداخلية  [لغات أخرى]‏ (1912–1913)
- ناظر الداخلية  [لغات أخرى]‏ (1919–1919)